# Cambalès
Pour les articles homonymes, voir Cambalès (homonymie).
 (décembre 2023).
Si vous disposez d'ouvrages ou d'articles de référence ou si vous connaissez des sites web de qualité traitant du thème abordé ici, merci de compléter l'article en donnant les références utiles à sa vérifiabilité et en les liant à la section « Notes et références ».
Cambalès est un lieu-dit des Pyrénées, sur la commune d'Estaing dans le département français des Hautes-Pyrénées.

## Géographie
Le lieu-dit se trouve dans la partie nord-ouest de la vallée du Marcadau dans le Lavedan. Il est situé tout proche de la vallée d'Arrens dans le val d'Azun à l’ouest.
Il comporte notamment :
- un col de montagne pédestre ; le  col de Cambalès (2 706 m), qui surmonte les lacs de Cambalès ;  le  col d'Aragon (2 808 m), qui permet le passage vers l'Espagne ;

- des lacs : le lac supérieur de la crête de Cambalès (2 440 m), le lac inférieur de la crête de Cambalès (2 386 m), le lac du col de Cambalès (2 565 m), le lac de Cambalès inférieur (2 310 m), le lac de Cambalès supérieur (2 320 m), le grand lac de Cambalès (2 342 m), le lac de Peyregnets de Cambalès (2 492 m), le laquets de Peyregnets de Cambalès (2 453 m) ;

- des sommets : le Peyregnets de Cambalès (2 822 m) et le Pic de Cambalès (2 965 m) en partie ouest et la Crête de Cambalès au sud ;

- et le Gave de Cambalès qui s’écoule au milieu des lacs pour rejoindre le gave du Marcadau.

## Histoire
Le lieu-dit est inhabité, les seules structures sont des anciennes cabanes de bergers.

## Voies d'accès
Cambalès est situé sur le trajet de la HRP qui relie la vallée du Marcadau à celle d'Arrens.

On y accède  soit par le pont d'Espagne en passant par le refuge Wallon, soit par la plaa d'Aste, en remontant le gave d'Arrens et en passant par le col de Cambalès (2 708 m).

## Protection environnementale
Le site est situé dans le parc national des Pyrénées.